# Neoepiscardia biclavata
Neoepiscardia biclavata är en fjärilsart som beskrevs av László Anthony Gozmány. Neoepiscardia biclavata ingår i släktet Neoepiscardia och familjen äkta malar. Inga underarter finns listade i Catalogue of Life.